# Theta2 Orionis
Theta2 Orionis (θ Ori / θ2 Orionis) è un sistema multiplo di stelle nella costellazione di Orione. Dista pochi minuti d'arco dall'ammasso stellare del Trapezio, conosciuto come Theta1 Orionis.

## Sistema stellare

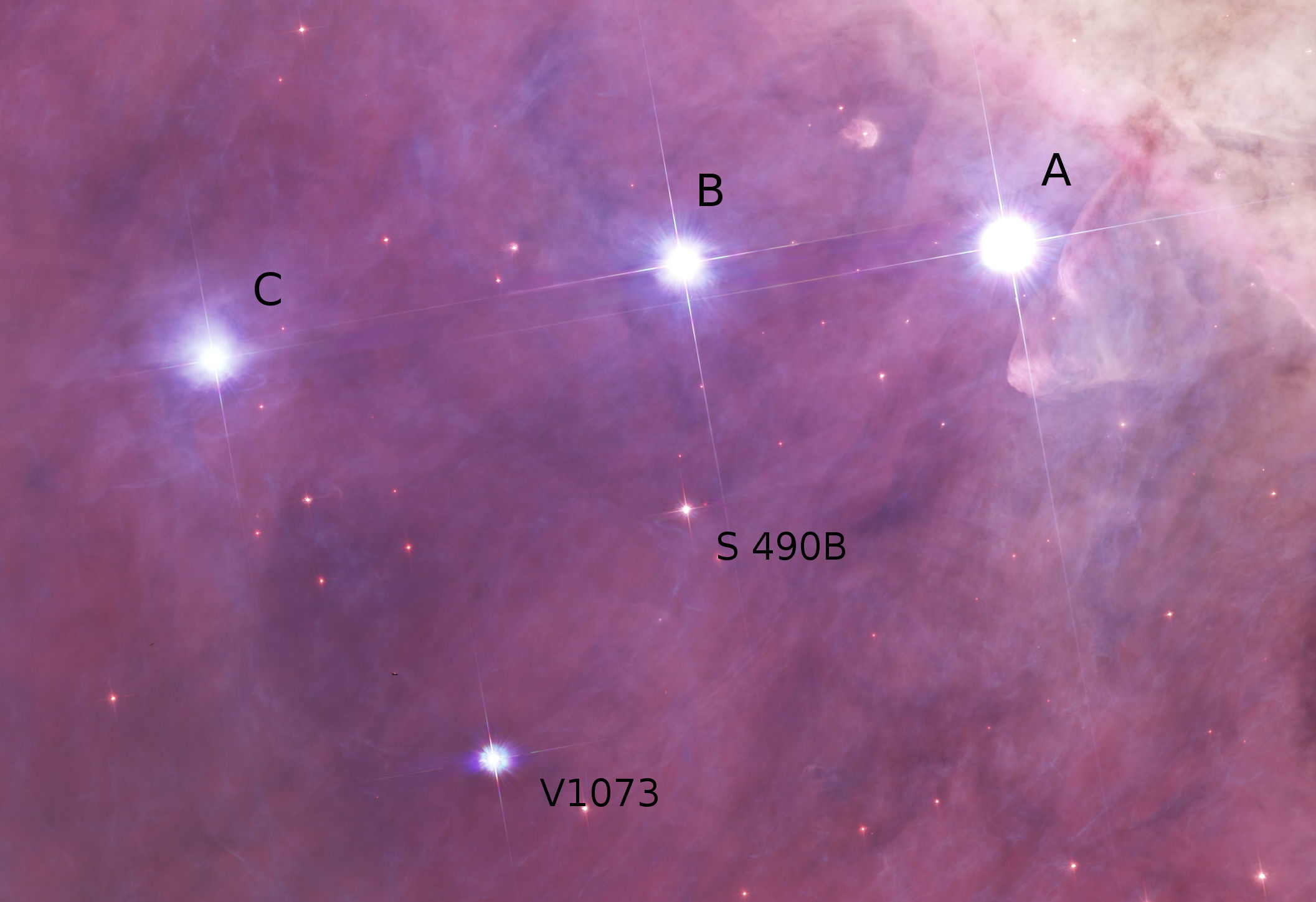
, tratta da un'immagine della Nebulosa di Orione ottenuta con il telescopio spaziale Hubble.

Theta2 Orionis è un sistema multiplo formato da 14 componenti. La componente principale A è una stella di magnitudine 5,08. La componente B è di magnitudine 6,4, separata da 13,0 secondi d'arco da A e con angolo di posizione di 312 gradi. La componente C è di magnitudine 7,2, separata da 21,5 secondi d'arco da B e con angolo di posizione di 095 gradi. La componente D è di magnitudine 7,5, separata da 8,7 secondi d'arco da B e con angolo di posizione di 032 gradi. La componente E è di magnitudine 5,0, separata da 135,3 secondi d'arco da A e con angolo di posizione di 134 gradi. La componente F è di magnitudine 7,5, separata da 52,5 secondi d'arco da E e con angolo di posizione di 092 gradi. La componente G è di magnitudine 9,1, separata da 128,7 secondi d'arco da E e con angolo di posizione di 097 gradi. La componente H è di magnitudine 11,1, separata da 4,1 secondi d'arco da B e con angolo di posizione di 351 gradi. La componente I è di magnitudine 11,5, separata da 4,0 secondi d'arco da A e con angolo di posizione di 122 gradi. La componente J è di magnitudine 16,5, separata da 7,4 secondi d'arco da A e con angolo di posizione di 034 gradi. La componente K è di magnitudine 15,8, separata da 7,9 secondi d'arco da B e con angolo di posizione di 178 gradi. La componente L è di magnitudine 16,3, separata da 1,3 secondi d'arco da K e con angolo di posizione di 274 gradi. La componente M è di magnitudine 10,5, separata da 78,1 secondi d'arco da G e con angolo di posizione di 214 gradi. La componente N è di magnitudine 8,3, separata da 0,4 secondi d'arco da E e con angolo di posizione di 283 gradi.